# Valérie Crouzet
Pour les articles homonymes, voir Crouzet.
Valérie Crouzet est une comédienne française, née le 2 janvier 1968 dans le 12e arrondissement de Paris.

## Biographie
Elle commence sa formation avec Ryszard Cieslak, célèbre acteur de Jerzy Grotowski. Elle travaille avec lui durant deux ans.
Puis elle entre au théâtre école du Passage, où elle étudie avec Niels Arestrup, Anne Alvaro et Bruce Meyers entre autres.
En 1990 elle devient comédienne au théâtre du Soleil, sous la direction d'Ariane Mnouchkine.
Elle crée en 2018 la compagnie Les Monstres de Luxe avec Dan Jemmett.
Elle alterne entre théâtre et cinéma.
Elle est la mère d'Alma Jodorowsky et de Rebecca Jodorowsky.

## Théâtre
- 1988 : Mon pauvre Fiedia d'après Fiodor Dostoïevski, mise en scène de Ryszard Cieslak
- 1989 : Fuente Ovejuna de Lope de Vega, mise en scène Brontis Jodorowsky
- 1990-1992 : Les Atrides d'Eschyle et Euripide, mise en scène Ariane Mnouchkine, Théâtre du Soleil
- 1993 : L'Ours d'Anton Tchekov mise en scène Mario Chiapuzzo
- 1994 : La Ville parjure d'Hélène Cixous mise en scène d'Ariane Mnouchkine, Théâtre du Soleil, festival d'Avignon in
- 1995-1996 : Tartuffe de Molière mise en scène d'Ariane Mnouchkine, Théâtre du Soleil, festival d'Avignon in
- 1997 : Cabaret Citrouille, mise en scène Corinne Benizio et Gilles Benizio, Cie Achille Tonic
- 1998 :  Rodolphe et Valentina, duo de magie, mise en scène Corinne Benizio et Gilles Benizio, Cie Achille Tonic
- 2001 : Opéra Panique d'Alejandro Jodorowsky, mise en scène d'Alejandro Jodorowsky
- 2002 : Soudain des nuits d'éveil d'Hélène Cixous mise en scène d'Ariane Mnouchkine, Théâtre du Soleil
- 2003 : Shake d'après La Nuit des rois de William Shakespeare, mise en scène Dan Jemmett théâtre Vidy-Lausanne, théâtre de la ville
- 2004 : La Bonne Âme de Setchouan de Bertolt Brecht, mise en scène Irina Brook, théâtre Vidy-Lausanne, théâtre national de Chaillot.
- 2005 : Moins deux de Samuel Benchetrit, mise en scène Samuel Benchetrit, avec Jean-Louis Trintignant, théâtre Hébertot
- 2006 : L'Île des esclaves de Marivaux, mise en scène d'Irina Brook.
- 2007 : Les Caméléons d'Achille Création collective Cie Achille Tonic, mise en scène Corinne Benizio et Gilles Benizio, théâtre des Bouffes parisiens.
- 2010 : Une laborieuse entreprise d'Hanokh Levin, mise en scène Vincent Goetals, théâtre Vidy-Lausanne
- 2011 : La Comédie des erreurs de William Shakespeare, mise en scène Dan Jemmett théâtre Vidy-Lausanne, théâtre des Bouffes du Nord.
- 2012 : Ubu enchaîné d'Alfred Jarry, mise en scène Dan Jemmett, théâtre de l'Athénée
- 2013 : Les Trois Richard d'après Richard III de William Shakespeare, mise en scène Dan Jemmett
- 2013 : La Chatte sur un toit brûlant de Tennessee Williams, mise en scène Claudia Stavisky, Rôle de Maggie.
- 2015 : En roue libre de Penelope Skinner, mise en scène Claudia Stavisky, Théâtre des Célestins
- 2015-2016 : Shake d'après La Nuit des rois de William Shakespeare, mise en scène Dan Jemmett. Reprise Théâtre de Carouge, Genève et tournée.
- 2016 : Tableau d'une exécution d'Howard Barker, mise en scène Claudia Stavisky, théâtre des Célestins. Rôle de La Critique.
- 2017 : Clytemnestre@pocalypse de David Turkel, mise en scène Dan Jemmett, CDN de Nice, Théâtre du Chêne Noir (Avignon).
- 2018 : Un air de famille d'Agnès Jaoui et jean-Pierre Bacri, mise en scène par Agnès Jaoui et Jean-Pierre Bacri, rôle de Yolande.
- 2018 : Cuisine et Dépendance d'Agnès Jaoui et Jean-Pierre Bacri, mise en scène d'Agnès Jaoui et Jean-Pierre Bacri, rôle de Martine.
- 2018 : La Tragédie de Macbeth de William Shakespeare, mise en scène de Dan Jemmett. rôle de Lady Macbeth.
- 2019 : Je suis invisible ! d'après Le Songe d'une nuit d'été de William Shakespeare, mise en scène de Dan Jemmett. Théâtre de Carouge, Genève et tournée. Rôle de Titania, Helena, Snug.
- 2020 : Je préfèrerais mieux pas de Rémi de Vos, mise en scène de Joan mompart.
- 2021 : Dr Jivago, Remake d'après le film Dr Jivago de David Lean, mise en scène de Dan Jemmett.
- 2021 : Medecine Show’s comédie Musicale, création collective avec Sanseverino, Cécile Richard, Rebecca Jodorowsky et Dan Jemmett.
- 2021 : mise en scène de Faustus d’après Marlowe, co-mise en scène avec Dan Jemmett.
- 2022-23 : La Femme Crocodile de Joy Sorman, mise en scène de Mériam Korichi.
- 2023 : Membre du Cabaret le Secret, créature Cathy Quartz.
- 2023 : Tachkent de Rémi De Vos, mise en scène Dan Jemmett, Nuits de Fourvière

## Filmographie

### Cinéma
- 1989 : Santa Sangre d'Alejandro Jodorowsky
- 1995 : Au soleil même la nuit d'Ariane Mnouchkine
- 2001 : L'affaire Libinsky court métrage de D. Jaquet et P. Lacote
- 2004 : Le fil du destin court métrage de Baba Hillmann
- 2004 : Camping à la ferme de Jean-Pierre Sinapi
- 2005 : Oudino ou Dino court métrage de Corinne Benizio et Gilles Benizio
- 2005 : Cabaret Paradis de Corinne Benizio et Gilles Benizio
- 2005 : Le Temps qui reste de François Ozon
- 2007 : Qui a peur de la mue de Xanaé Bove
- 2007 : Coluche, l'histoire d'un mec d'Antoine de Caunes
- 2008 : Une sauterelle dans le jardin court métrage de Marie-Baptiste Roche
- 2008 : King Guillaume de Pierre-François Martin-Laval
- 2009 : Un autre jour sur terre de Farid Bentoumi (court-métrage)
- 2011 : Un bonheur n'arrive jamais seul de James Huth
- 2013 : Ouf de Yann Coridian
- 2013 : Au bout du conte d'Agnès Jaoui
- 2013 : L'interruption court métrage de Vincent Weiler
- 2013 : J'aime beaucoup ta mère court métrage de Rémy Four et Julien War
- 2013 : 98 d'Hélène Zimmer
- 2014 : Barbecue d'Éric Lavaine
- 2015 : Good Luck Algeria de Farid Bentoumi
- 2016 : De toutes mes forces de Chad Chenouga
- 2016 : Le Bonheur des uns court-métrage de Jeremias Neusbaum
- 2017 : La Nuit au château court-métrage d'Axel Würsten
- 2017 : Insoupsonnable de Christophe Lamotte
- 2018 : L'Amour flou de Romane Bohringer et Philippe Rebbot
- 2020 : Le Test d'Emmanuel Poulain-Arnaud
- 2020 : L'Amour flou, série Canal +, de Romane Bohringer
- 2022 : Plancha d'Éric Lavaine
- 2023 : La Vie pour de vrai de Dany Boon
- 2023 : Un métier sérieux de Thomas Lilti
- 2023 : Le Consentement de Vanessa Filho

### Télévision
- 2014 : Hard, saison 3, Mélissa Drigeard et Laurent Dussaux, Canal+.
- 2014-2015 : Hard Saison 3, Série Canal +, réalisation Mélissa Drigeard et Laurent Dussaux.
- 2017 : Insoupçonnable, Christophe Lamotte.
- 2020 : L'Amour flou, Romane Bohringer, Canal+.
- 2022 : Lycée Toulouse-Lautrec, Stéphanie Murat, France TV.